# 比亚迪e6
比亚迪e6是一款由比亚迪汽车生产的纯电动多功能休旅車，它的续航里程能够达到195 km（121 mi）或以上。2010年5月，40辆比亚迪e6出租車在深圳市投入运营。因为充电设备等基础设施的不完善，直到2011年10月26日，比亚迪才开始向普通用户销售这一车型（原定时间为2009年）。在北美，e6车型的发布同样因为基础设施问题经历了屡次延期。2013年5月，比亚迪宣布在北美只针对车队用户销售e6汽车，转而专注于纯电动公交车k9。从2010到2013年6月，在中国市场共有2,854辆e6汽车被售出。

## 第一代

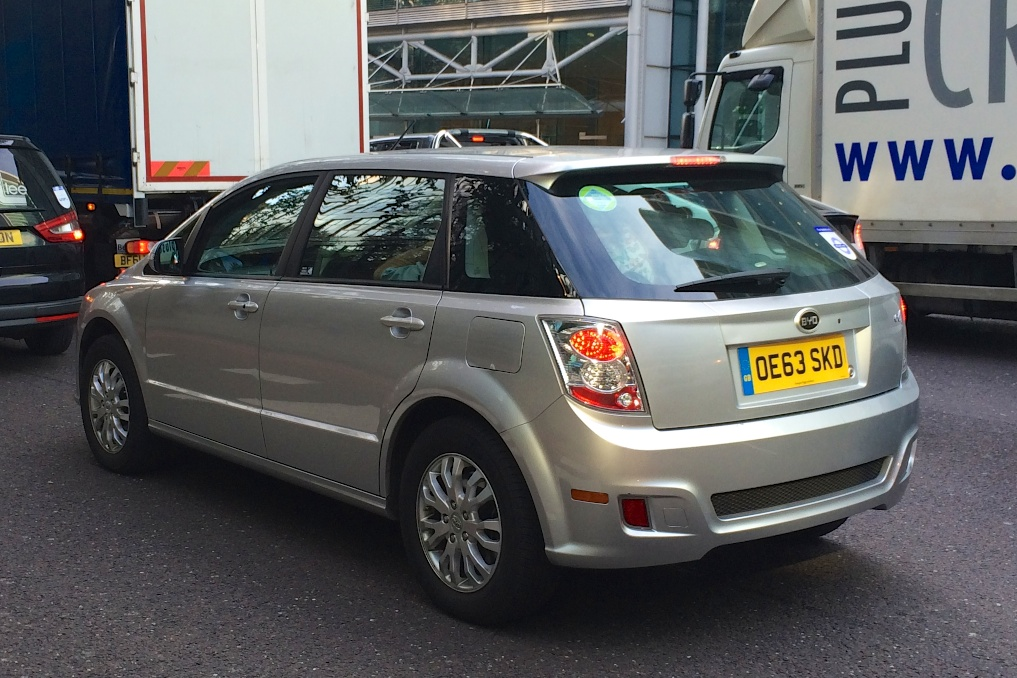
比亚迪e6後方

### 性能参数
比亚迪在2009年公布e6的参数为：
- 功耗: 小于18 kW·h 每 100 km（62 mi）
- 加速: 0-97km/h加速小于8秒
- 最高速度: 100 mph（160 km/h）
- 普通充电: 可于220V/10A的家用电源中充电
- 快速充电: 10分钟充满50%
- 新的快速充电: 20分钟充满100%
- 续航里程: 122英里（200）[10]

从以上参数可以推算出该车装有一个72 kW·h的电池，这在2009年前生产的电动车中是最大的。

### 修改过后的参数
比亚迪曾在2009年底特律車展时公布e6的电池容量为48 kW·h。在2010年的底特律車展，比亚迪声称一次充电能够提供205 mi（330 km）的续航里程。比亚迪声称，40辆在深圳运营的出租车的平均续航里程为300 km（186 mi），最高速度为140 km/h（87 mph），每百公里消耗的电能为 21.5 kWh。2011年8月，比亚迪澄清在开着空调或是上坡等负荷较高的情况下，e6的续航里程大致为140-150英里。而在普通城市工况下，续航里程能达到180-200英里。但是，目前还暂时没有第三方机构对这些数据进行过验证。
2011年1月，比亚迪宣布，为了迎合美国用户的需求，北美版本的e6将采用更大的60 kWh电池和160 kW电动机，0-97 km/h加速时间能控制在8秒以内。

### 电池和动力总成
比亚迪e6搭载的电池为磷酸鋰鐵（化学式：LiFePO4）电池，由该公司公司自主研发。比亚迪声称这种电池的材料可以被回收再用，而不会对环境带来污染。这种电池也被用于该公司其他的车型中，例如K9。

## 第二代
第二代比亞迪e6於2021年2月推出，其外觀設計主要為基於比亞迪宋Max的比亞迪最新設計語言，傳動系統方面則配備一台能產生136馬力的永磁同步電機，電池方面為重慶弗迪生產的磷酸鐵鋰刀片電池。但該車最高時速卻只有130km/h，比起上一代的160km/h明顯退步。另外，今代比亞迪e6已成為香港第二款的電動的士(第一款為第一代e6)

## 安全事件
比亚迪e6曾於2012年5月在深圳發生一起車禍，導致三人死亡。

## 图集

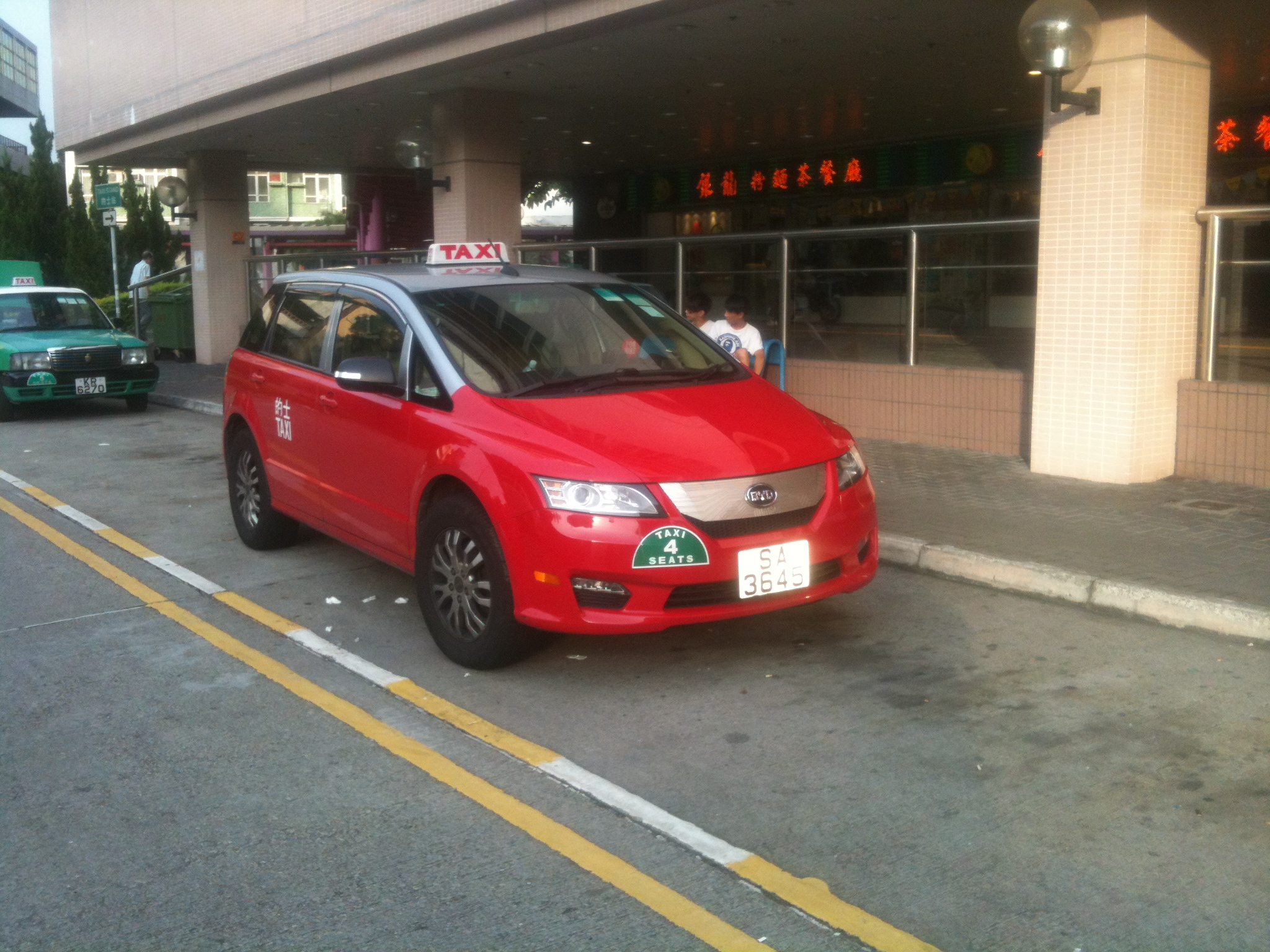
香港的士比亞迪市區版e6（第一代）的士（全數已退出營運）
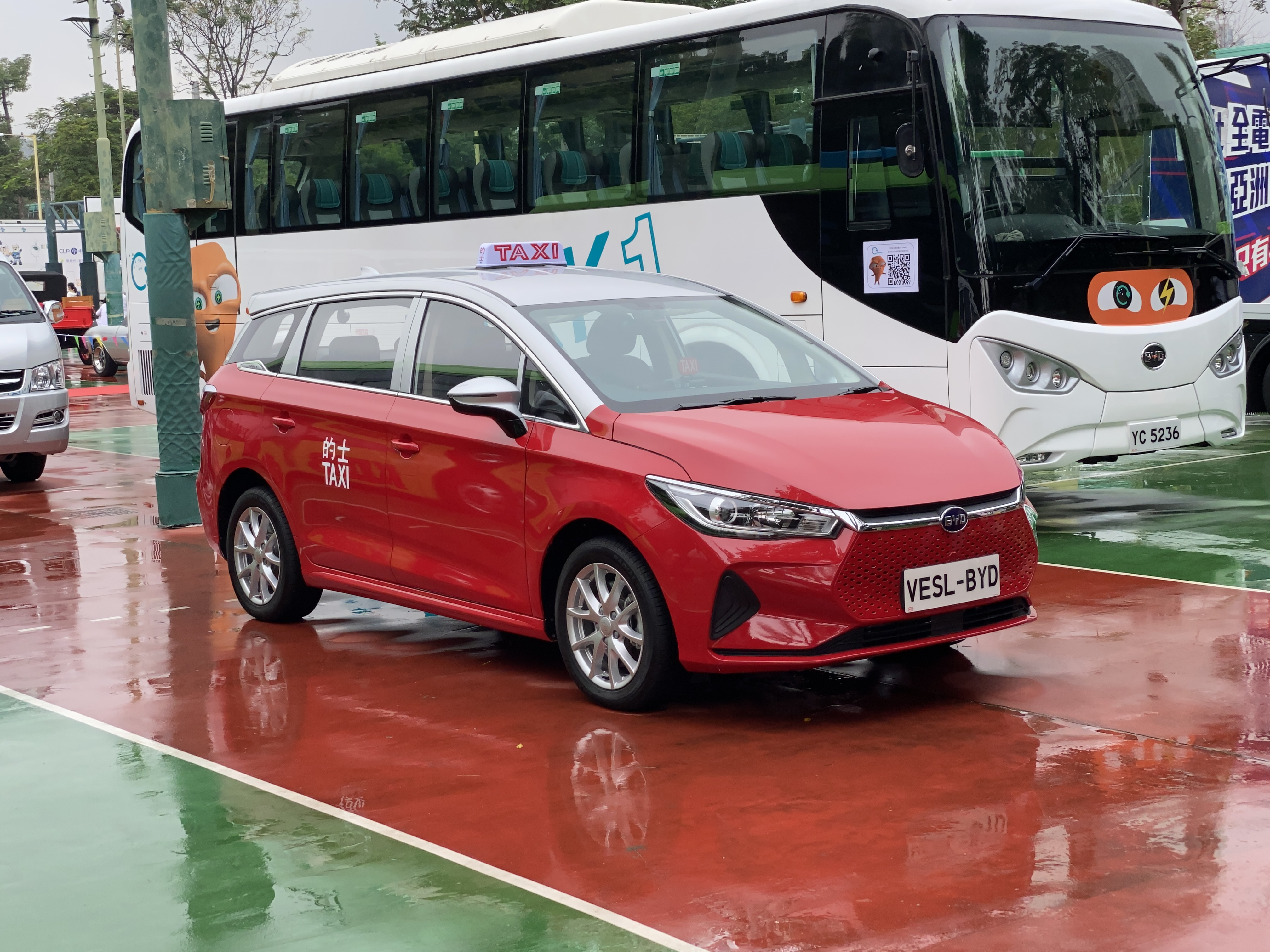
香港的士比亞迪市區版e6（第二代）的士
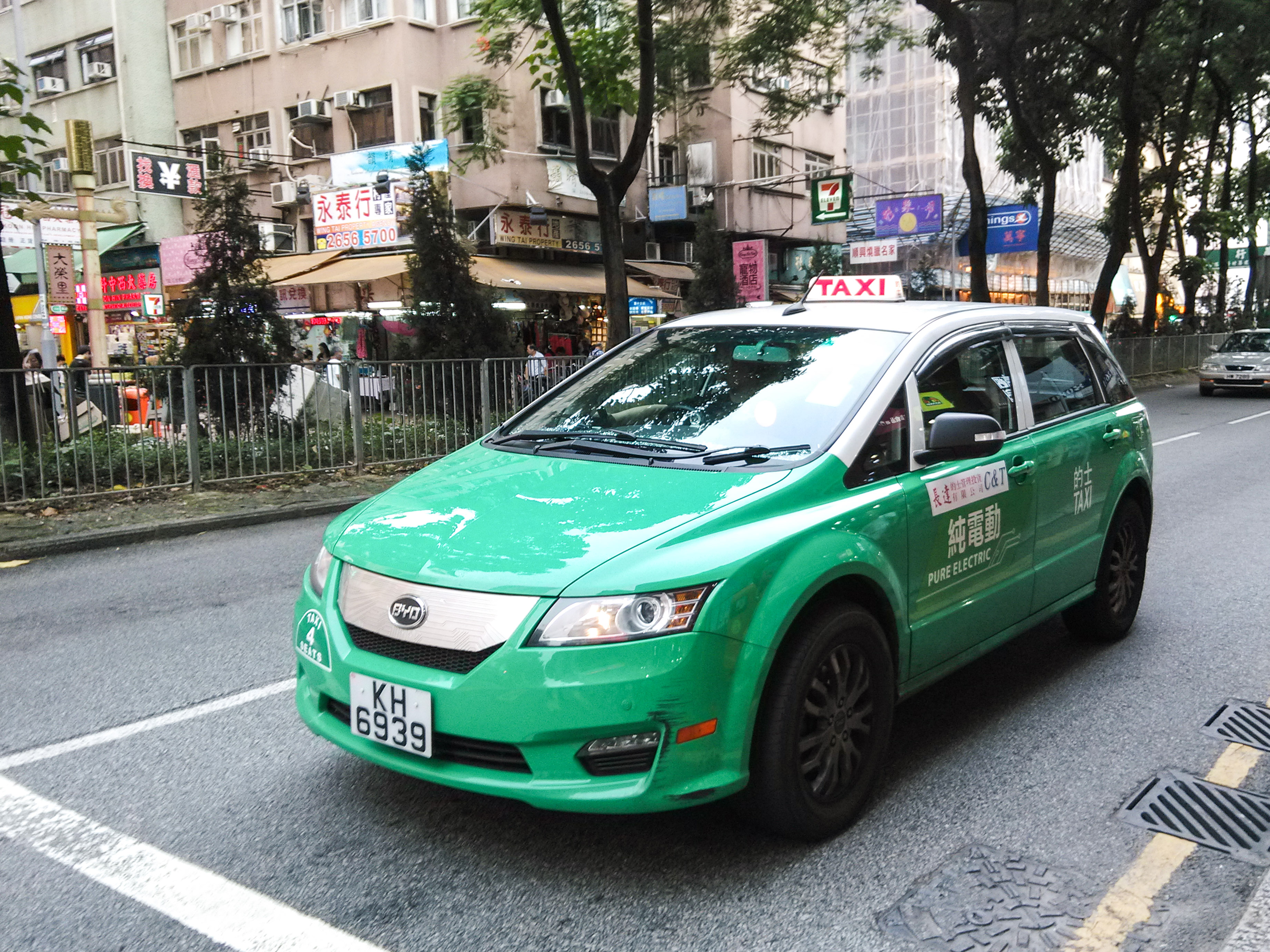
香港的士比亞迪新界版e6（第一代）的士（全數已退出營運）
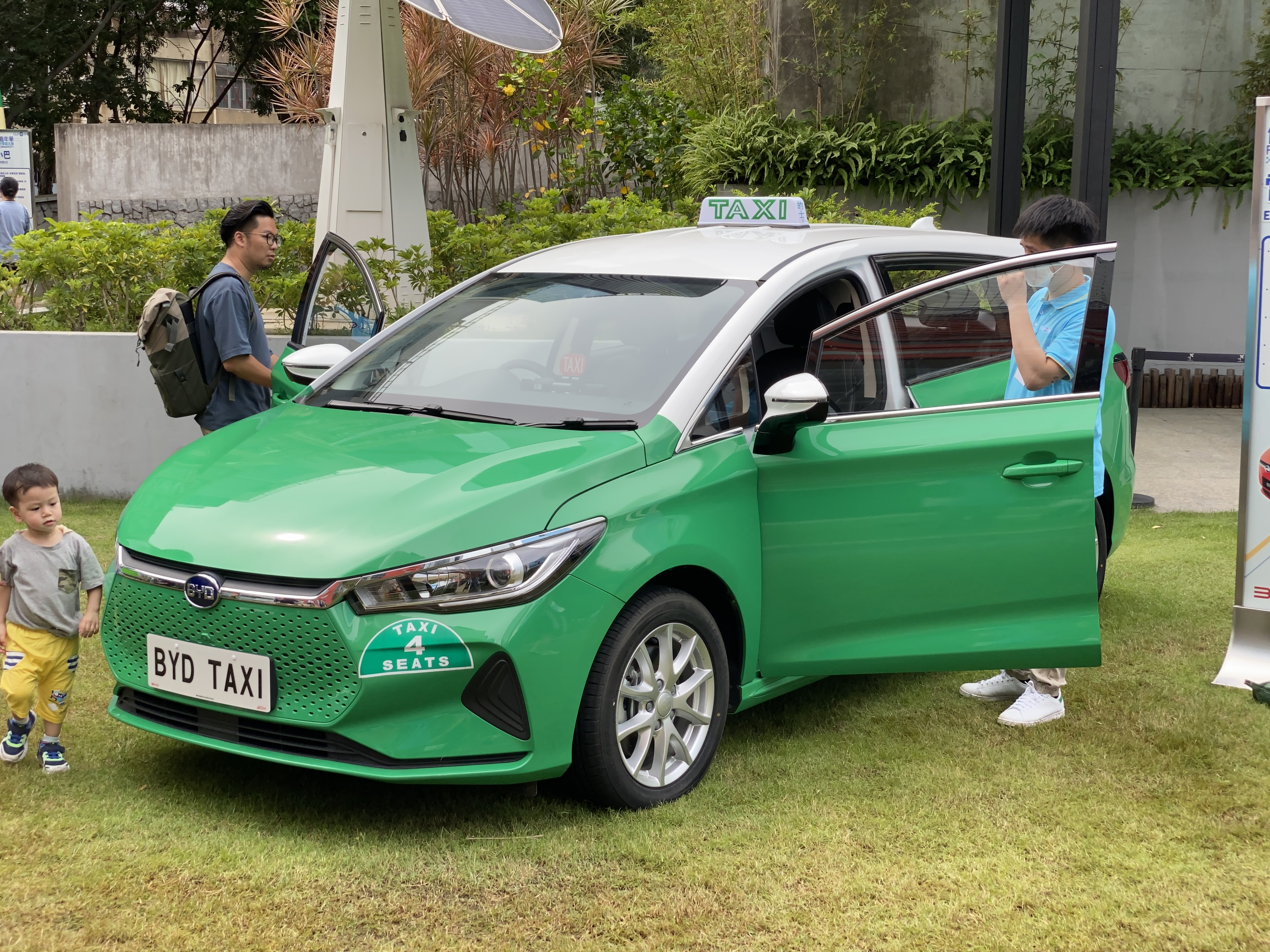
香港的士比亞迪新界版e6（第二代）的士（未出牌）
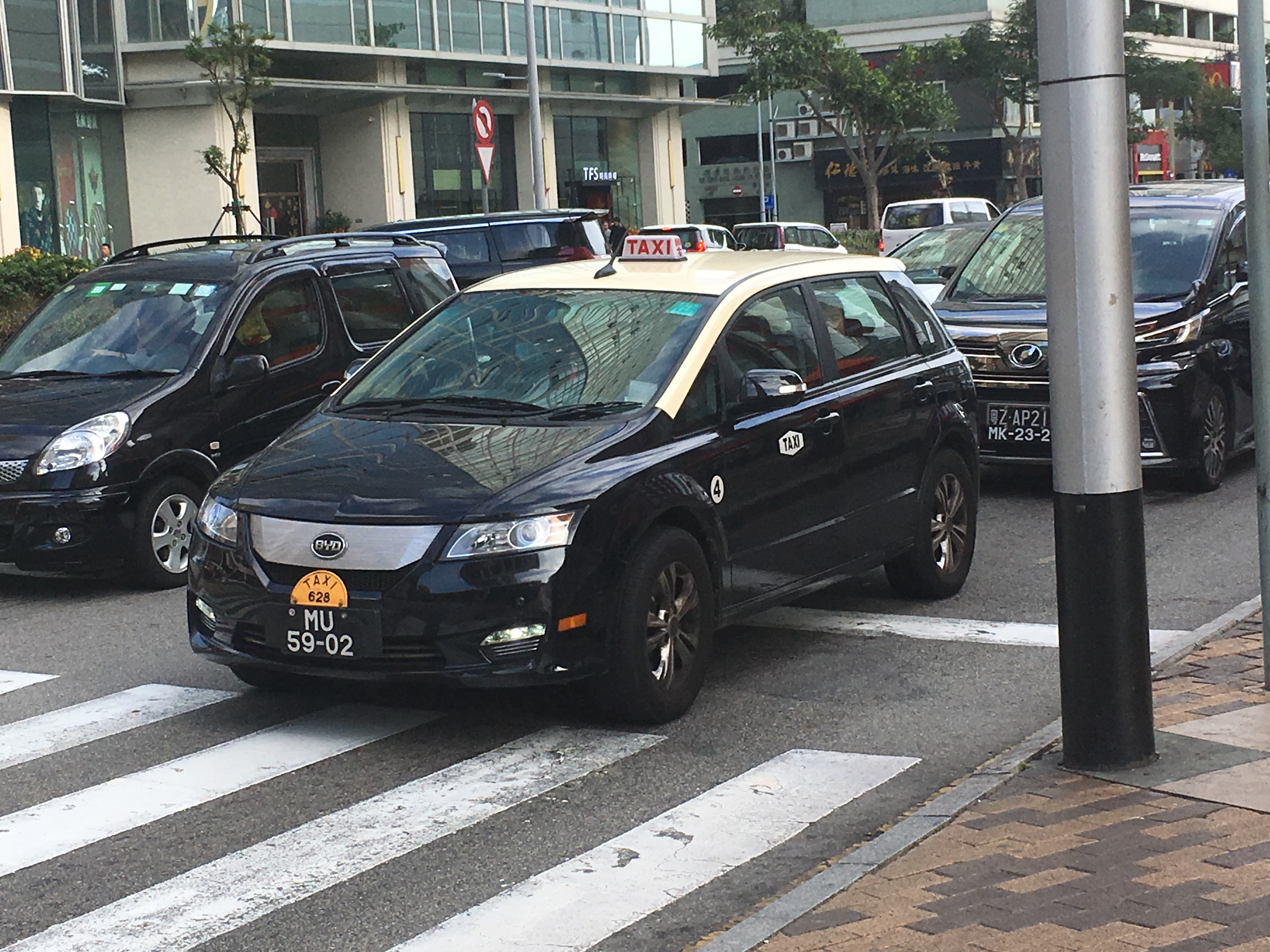
澳門的士的比亚迪e6（第一代）
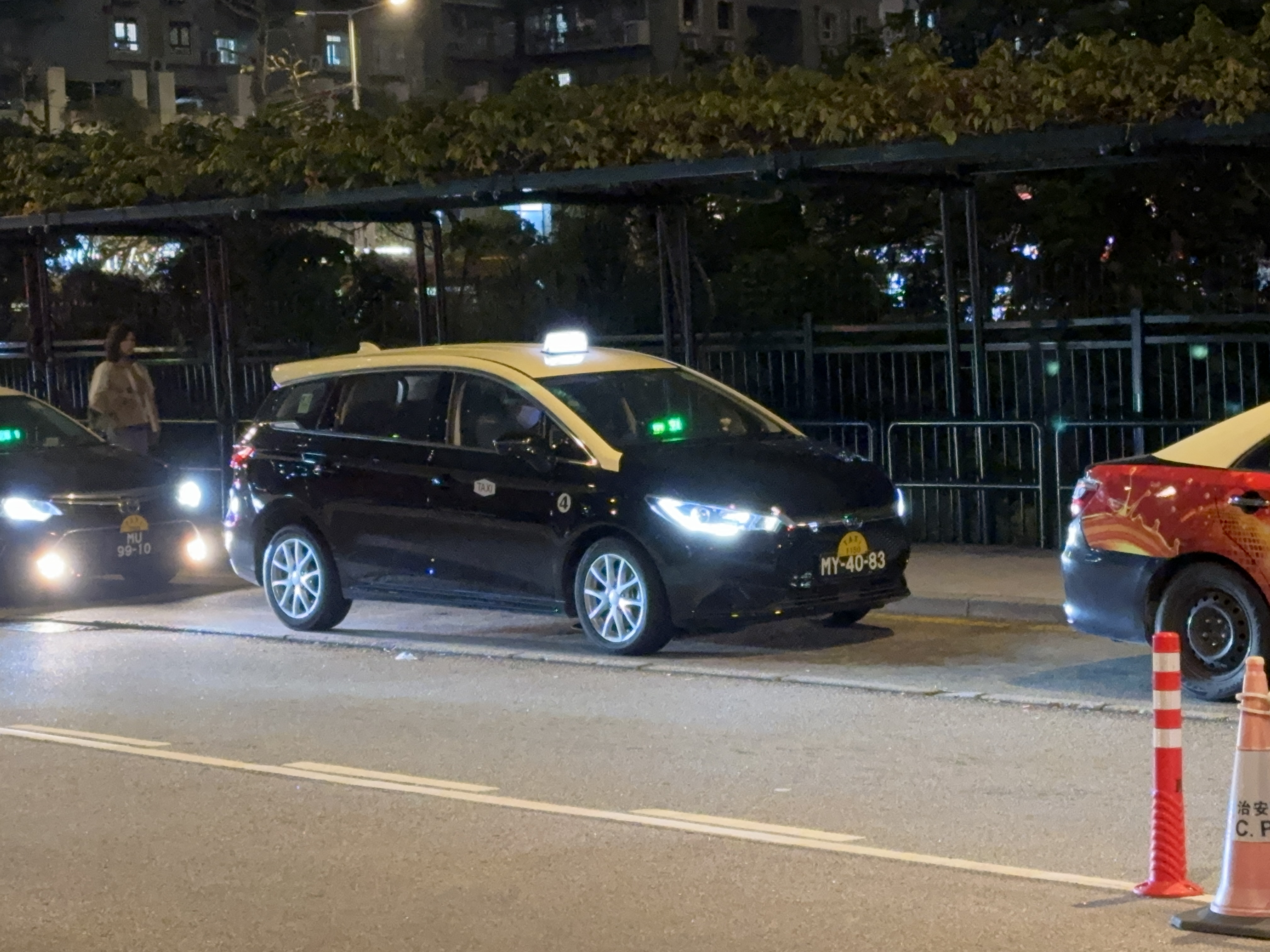
澳門的士的比亚迪e6（第二代）
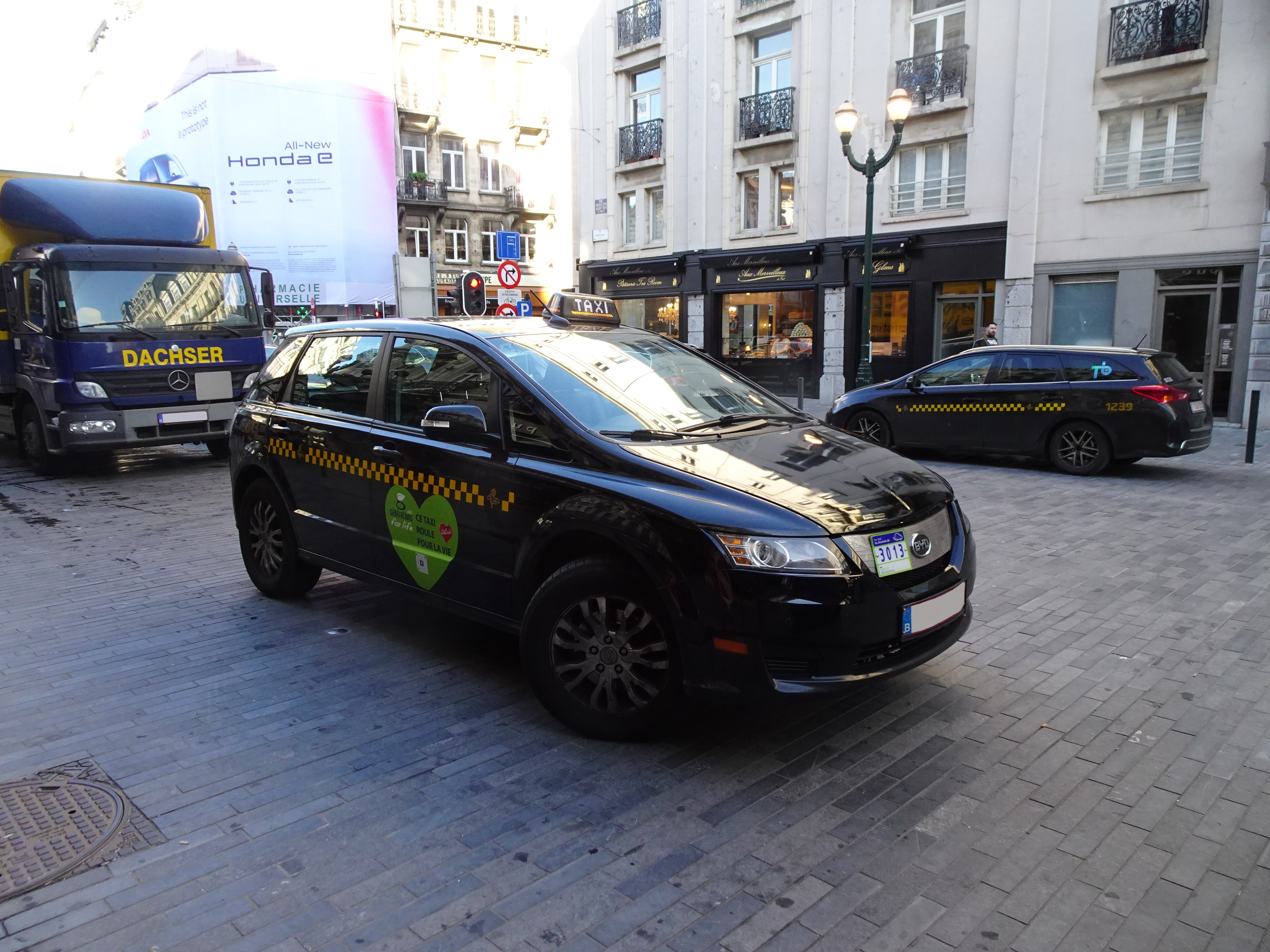
布鲁塞尔出租车的比亚迪e6（第一代）
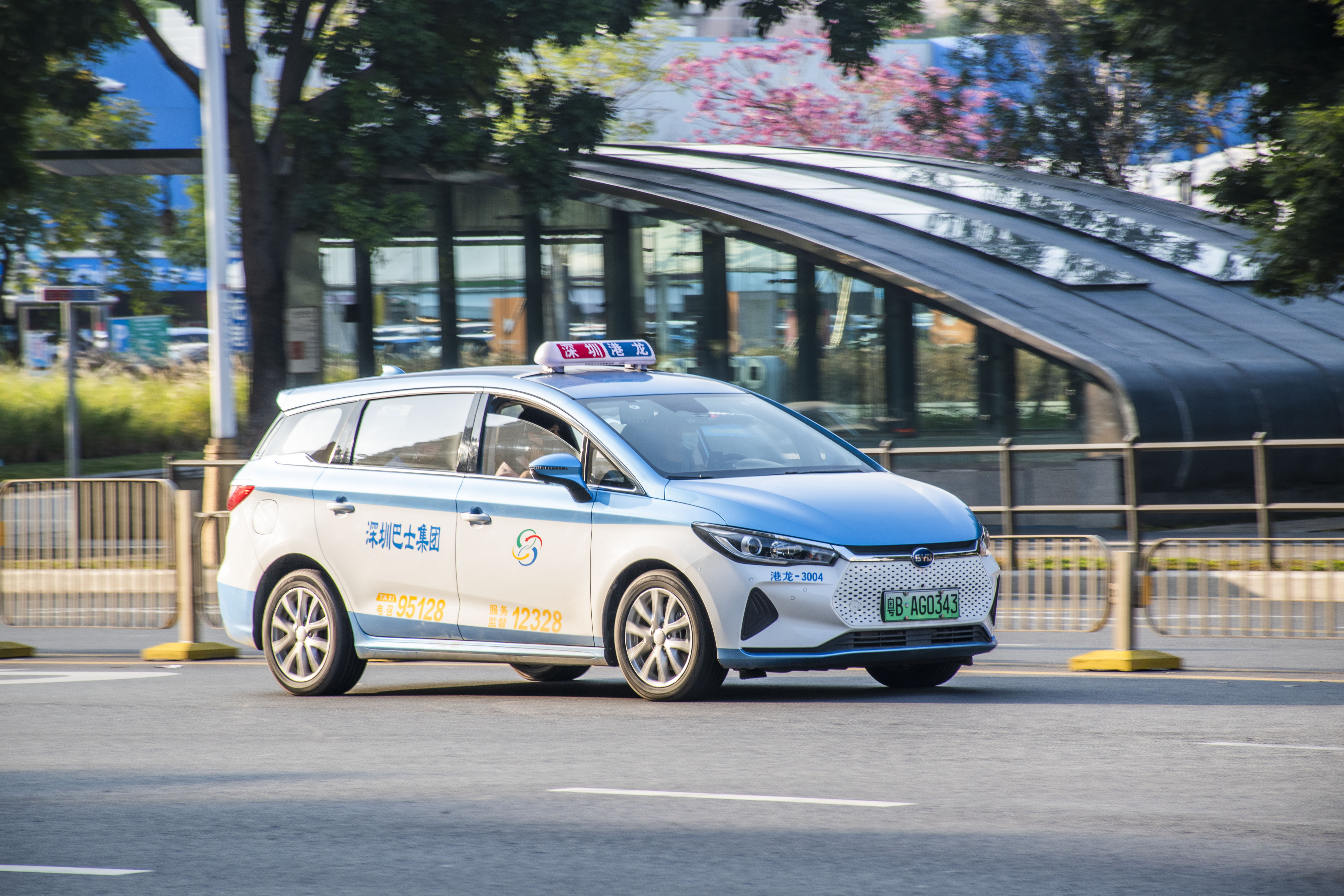
深圳出租车的比亚迪e6（第二代）
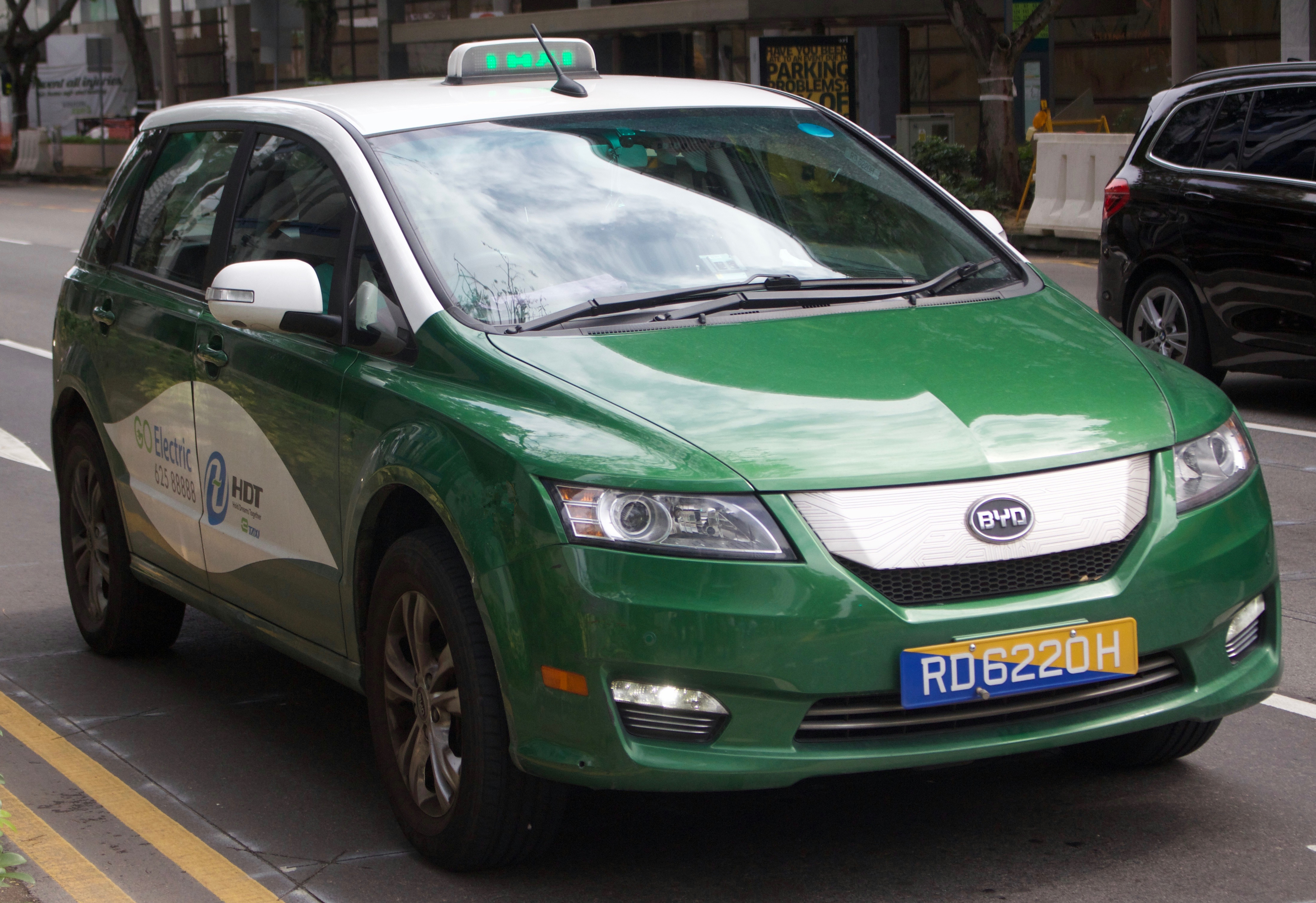
新加坡出租车的比亚迪e6（第一代）
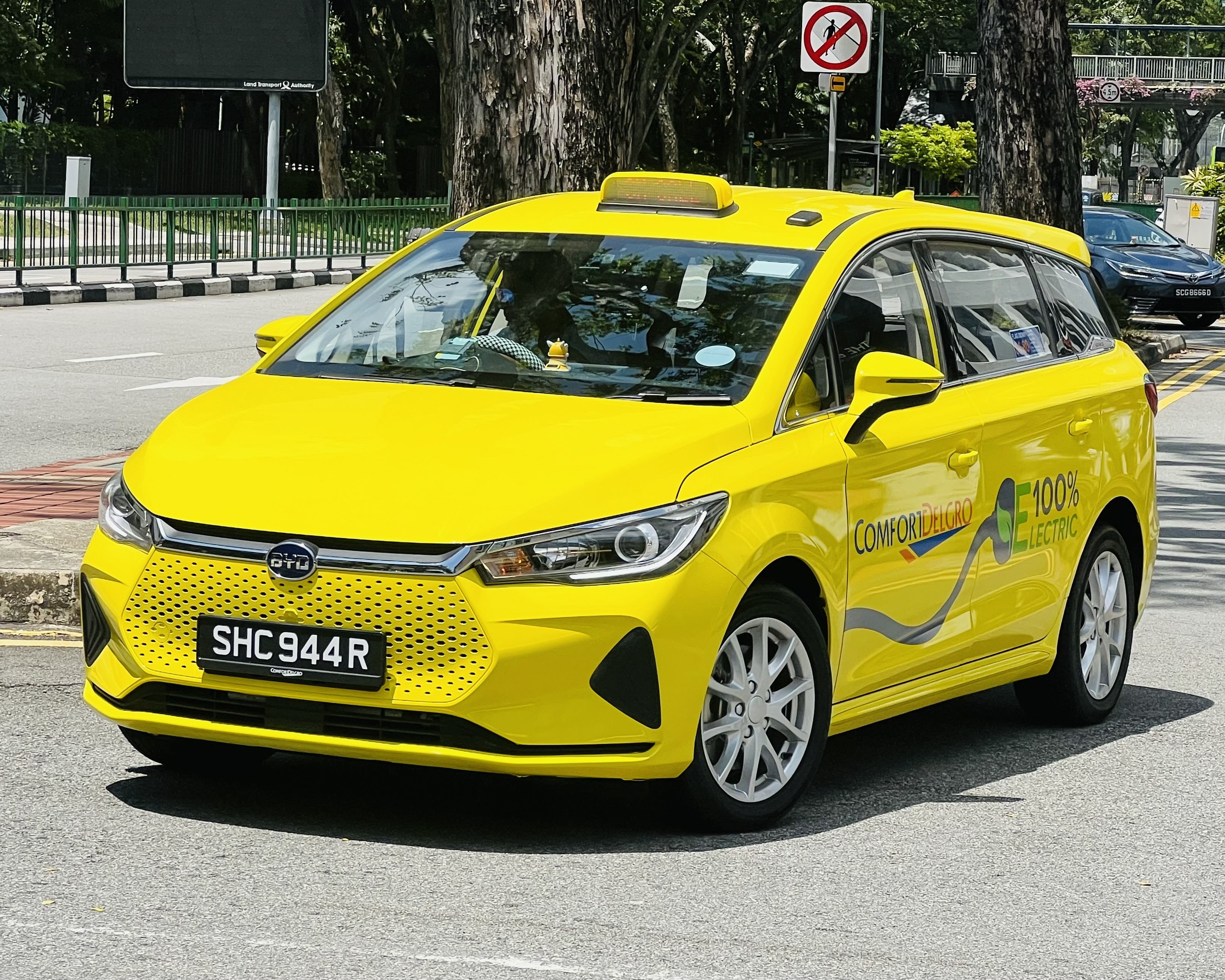
新加坡康福德高比亚迪e6（第二代）出租车
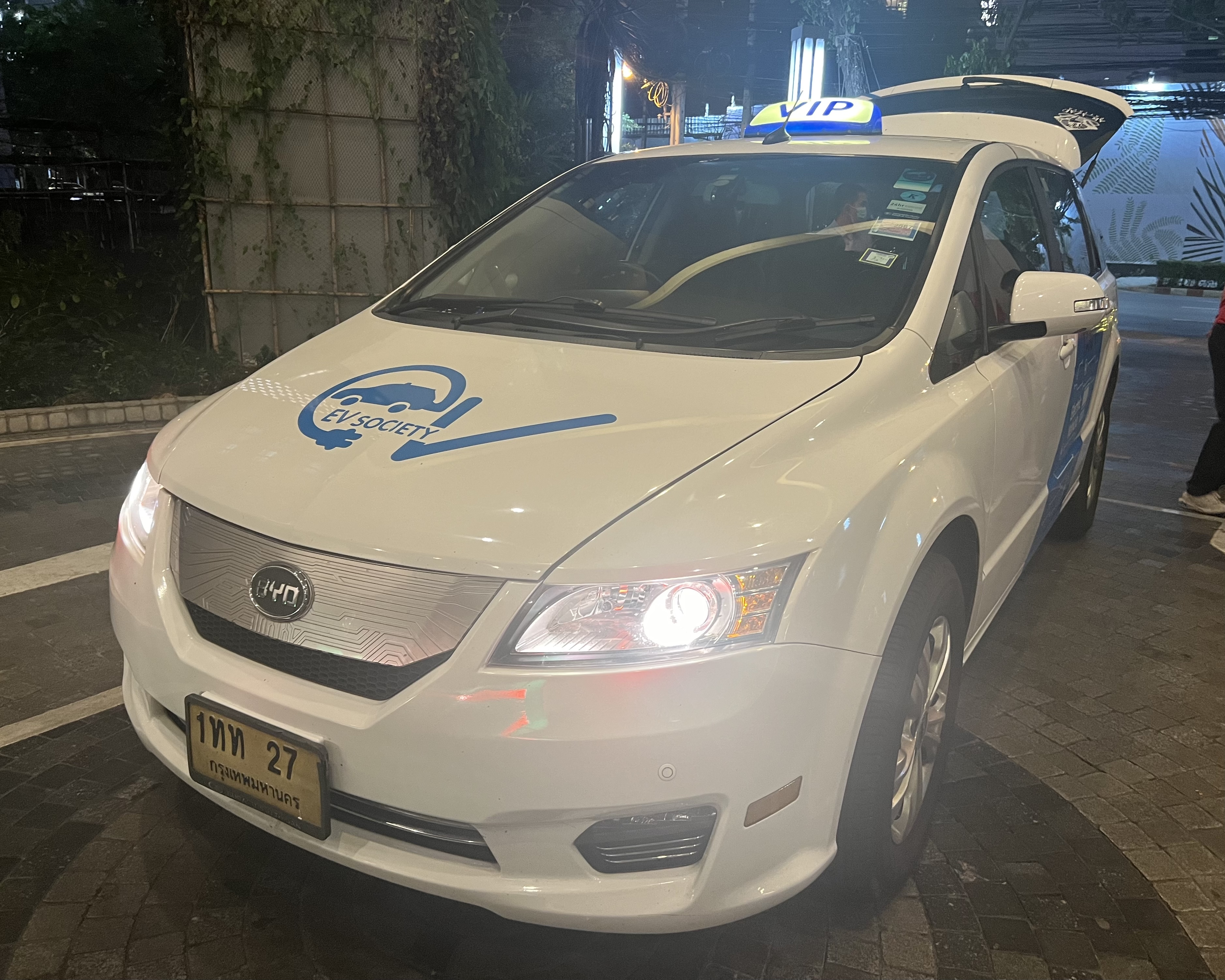
曼谷出租车的比亚迪e6（第一代）